# کلیتون (واشینگتن)

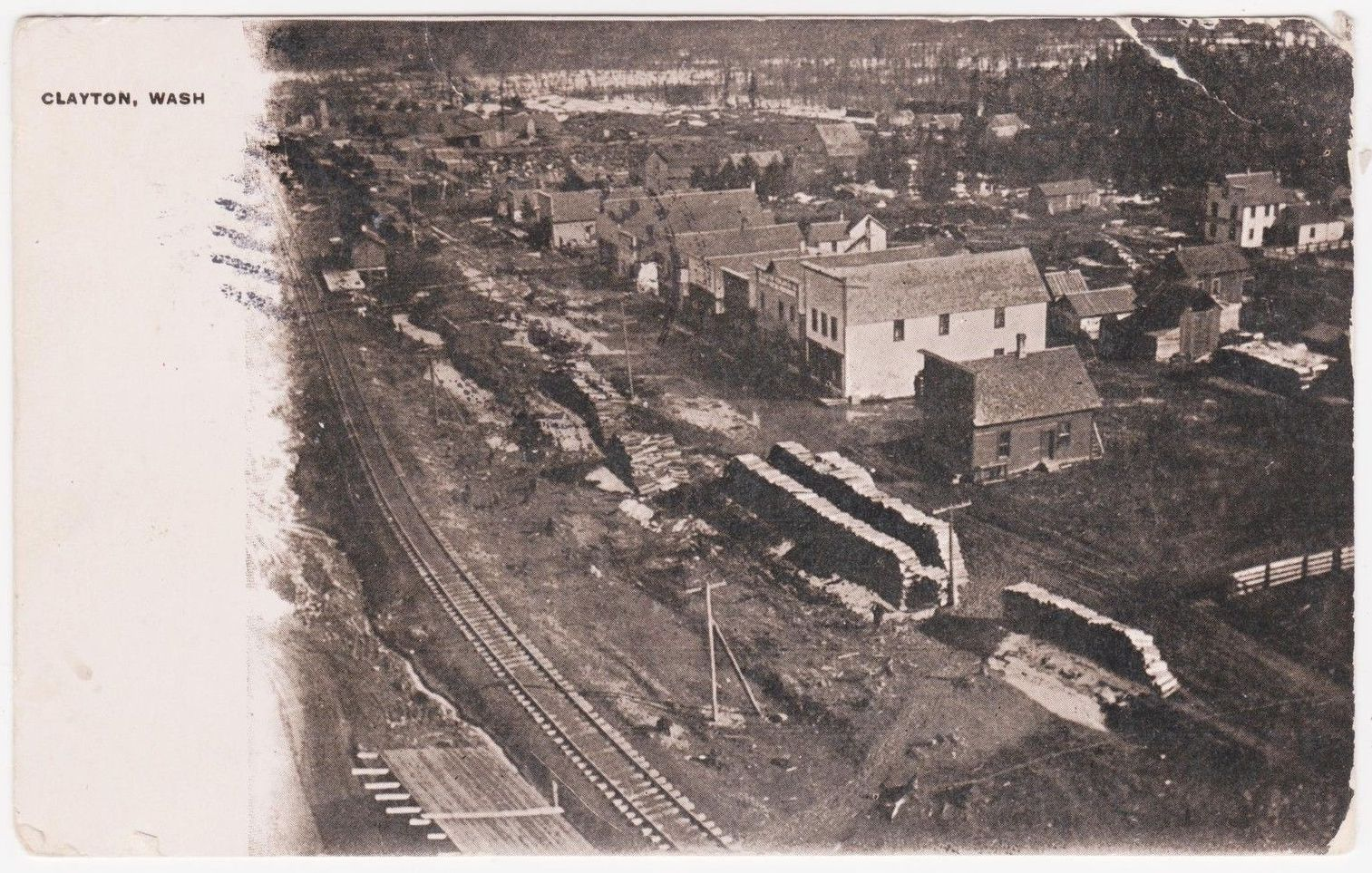
کلیتون، واشینگتن

کلیتون (به انگلیسی: Clayton) یک منطقهٔ مسکونی در ایالات متحده آمریکا است که در شهرستان استیونز، واشینگتن واقع شده‌است. کلیتون ۶۸۷٫۰۳ متر بالاتر از سطح دریا واقع شده‌است.